# Маслово (Лежневский район)
Ма́слово — село в Лежневском районе Ивановской области. Входит в Лежневское сельское поселение.

## География
Село расположено на правом берегу реки Ухтохма, в 6 км к северо-западу от райцентра Лежнево и в 3 км от автодороги Иваново-Москва.

## История
В первый раз село Маслово упоминается в письменных документах первой половины XVI столетия, из которых видно, что село принадлежало князьям Андрею, Семену и Ивану Васильевичам Ногтевым. Князь Андрей Васильевич принял монашество с именем Александра и в 1534 году завещал свою треть в Маслове Суздальскому Спасо-Евфимиеву монастырю. В 1538 году Спасо-Евфимиеву монастырю принадлежало уже все село с прилежащими деревнями, как видно из жалованной монастырю грамоты Царя Иоанна Васильевича, и оставалось его вотчиной до 1764 года. В XVIII столетии в селе существовали две деревянные церкви: одна с престолом в честь Святого Пророка и Крестителя Господня Иоанна, а другая — во имя Святителя и Чудотворца Николая. В начале XIX века эти церкви за ветхостью были упразднены, и вместо них в 1803 году прихожанами построена каменная церковь и освящена в честь Святого Пророка и Крестителя Господня Иоанна. В 1863 году к ней пристроена теплая трапеза с двумя престолами: во имя Святителя и Чудотворца Николая и во имя Святой Великомученицы Параскевы (освящен в 1867 году). Колокольня при церкви и ограда тоже были каменные. Приход состоял из села и деревень: Мальцево, Княжево, Телегино, Онтухово, Козино. В селе существовала школа грамоты. 
В конце XIX — начале XX века село входило в состав Лежневской волости Ковровского уезда Владимирской губернии. В 1859 году в селе числилось 7 дворов, в 1905 году — 8 дворов.
С 1932 года село являлось центром Масловского сельсовета Лежневского района, с 1954 года в составе Телегинского сельсовета, с 1960 года — в составе Лежневского сельсовета, в 1963-85 годах село входило в состав Ивановского района, с 2005 года село — в составе Лежневского сельского поселения.

## Население
| 1859 | 1905 |
| ---- | ---- |
| 48   | 69   |

| 1859 | 1905 | 2010 |
| ---- | ---- | ---- |
| 48   | ↗69  | ↘0   |

## Инфраструктура
В селе расположен бывший спортивно-оздоровительный лагерь «Рубин».

## Русская православная церковь
В 1803 году построена каменная церковь Иоанна Крестителя, которая по состоянию на 2016 год находится в неудовлетворительном состоянии.